# Klasična glasba
Klasična glasba (tudi klasika) je pojem, s katerim označujemo vsa slogovna obdobja od renesanse dalje. Z renesančno glasbo je bilo doseženo skladje med vsemi elementi glasbenega izraza (harmonija, dinamika, melodija, ritem in barva zvoka). 
V pogovornem smislu je klasika za razliko od modernosti sinonim za nekaj ustaljenega, preizkušenega in priznanega. Zato pogosto prihaja do problematike v razlikovanju med pojmoma sodobna resna glasba in klasična glasba, pri čemer predstavlja sporni, dvoumni pojem »sodobna klasična glasba«. 
S pojmom klasiki označujemo vse tiste ustvarjalce, katerih dela so se zapisala v zgodovino umetnosti, najsi bodo likovni umetniki, književniki ali glasbeniki. Tudi skladatelje, ki so bili v času svojega življenja razglašeni za revolucionarne »moderniste« (npr. Wagner ali Stravinski), danes imenujemo klasiki. Izraz izhaja iz antike, kjer je klasik oznaka za nekoga, ki je o vseh vprašanjih odličen svetovalec tudi ne glede na časovno razliko.
Razlikovati je treba tudi med izrazom klasika in obdobjem, ki ga imenujemo klasicizem, ki je okvirno trajalo med letoma 1750 in 1820, njegovi glavni predstavniki pa so bili Haydn, Mozart in Beethoven. Podobna težava se v slovenskem jeziku pojavlja tudi pri drugih pridevnikih, npr. romantična glasba, ki lahko pomeni romantično glasbeno obdobje ali pa glasbeni slog, ki je sicer nastal v tem obdobju, skladatelji pa ga uporabljajo tudi v kasnejših obdobjih.

## Zgodovina
V smislu glasbe je srednjeveška kultura zaznamovana s petjem. Z razvojem polifonične glasbe zborovskega petja so se razvile samostojne melodije sozvočja. Prehod v sozvočja se pozna tudi pri izbiri glasbil, ki so prešla iz enozvočne flavte do harmonij. Baročna glasba gradi na polifoniji z sestavi stabilne melodije v nižjih tonih, oblikujejo se tudi teme in variacije, kjer se skozi daljše delo oblikuje neka melodija, a je nato odigrana z različnimi glasbili kot stopnjevanje ali sodelovanje. Godala, čembalo, harpsikord postanejo uveljavljeni. Renesančni madrigali se razvijejo v oratorije in kantate. Razvijejo se tudi skladbe, namenjene promociji in izobraševanju uporabe glasbila za novince. Etude kot je Bachova Dobro uglašen klavir so namenjene pridobivanju veščin uporabe glasbila.
Razvijanje instrumentalne glasbe uvaja celo mnoštvo glasbil. Klasicistično obdobje velja za maksimalno izrabo glasbil in glasbenikov in izrabo sedaj zelo izobraženih glasbenikov za izvedbo zahtevnih del, ki se razvijajo tako v gledališče (opera) kot družbeni dogodek velike veljave. Klasicistično obdobje tudi zelo jasno definira in piše glasbo za prav določena glasbila. Harfo ne nadomestijo gosli, čembalo ne zamenja klavir, podobno velja tudi za tolkala. Predstavniki tega baročnega dela so Johann Sebastian Bach, Antonio Vivaldi, George Frideric Handel, Johann Pachelbel, Henry Purcell, Claudio Monteverdi, Barbara Strozzi, Domenico Scarlatti, Georg Philipp Telemann, Arcangelo Corelli, Alessandro Scarlatti, Jean-Philippe Rameau, Jean-Baptiste Lully in Heinrich Schütz.

### Srednjeveška glasba
Srednjeveška glasba vključuje zahodnoevropsko glasbo od leta 476 do padca Zahodnega rimskega cesarstva do okoli leta 1400. Enoglasno petje, imenovano tudi gregorijanski koral, je bilo prevladujoča oblika do okoli leta 1100. Krščanski menihi so razvili prve oblike evropskega notnega zapisa, da bi standardizirali liturgijo po vsej Cerkvi. Polifonija ali večglasna glasba se je razvila iz enoglasnega petja v poznem srednjem veku in v renesansi, vključno z bolj zapletenimi glasovi motetov. V zgodnejšem srednjeveškem obdobju je bila vokalna glasba iz liturgične zvrsti, predvsem gregorijanski koral, enoglasna, z uporabo ene same vokalne melodije brez spremljave. Polifonične vokalne zvrsti, ki so uporabljale več neodvisnih vokalnih melodij, so se začele razvijati v visokem srednjem veku in so postale razširjene v poznejšem 13. in zgodnjem 14. stoletju. Pomembni srednjeveški skladatelji so Hildegarda iz Bingena, Léonin, Pérotin, Philippe de Vitry, Guillaume de Machaut, Francesco Landini in Johannes Ciconia.
Veliko srednjeveških glasbil še vedno obstaja, vendar v drugačnih oblikah. Srednjeveška glasbila so bila flavta, kljunasta flavta in strunska glasbila, kot je lutnja. Obstajale so tudi zgodnje različice orgel in gosli (ali vielle). Srednjeveška glasbila v Evropi so bila najpogosteje uporabljena posamično, pogosto sama ob spremljavi zvočne note ali občasno v delih. Vsaj od 13. stoletja do 15. stoletja je obstajala delitev glasbil na haut (glasna, kričeča, zunanja glasbila) in bas (tišja, bolj intimna glasbila). Številna glasbila imajo korenine v vzhodnih predhodnikih, ki so bili prevzeti iz srednjeveškega islamskega sveta. Na primer, arabski rebab je prednik vseh evropskih godalnih glasbil z loki, kot so lira, rebek in violino.

### Renesansa
Renesančna doba je bila od leta 1400 do 1600. Zanjo je bila značilna večja uporaba inštrumentacije, večkratno prepletanje melodijskih linij in uporaba prvih bas glasbil. Družabni plesi so postajali vse bolj razširjeni, zato so se začele standardizirati glasbene oblike, primerne za spremljavo plesa. V tem času se začnejo oblikovati notni zapisi na notnem črtovju in drugi elementi notnega zapisa. Ta izum je omogočil ločitev kompozicije glasbenega dela od njegovega prenosa; brez pisne glasbe je bil prenos usten in se je ob vsakem prenosu spreminjal. Z glasbeno partituro je bilo glasbeno delo mogoče izvajati brez prisotnosti skladatelja.[64] Iznajdba premičnega tiskarskega stroja v 15. stoletju je imela daljnosežne posledice za ohranjanje in prenos glasbe.
V času renesanse  je nastalo veliko glasbil; druga so bila različice ali izboljšave, ki so obstajala prej. Nekatera so se ohranila do danes; druga so izginila, da bi jih ponovno ustvarili za izvajanje glasbe na starih instrumentih. Kot v današnjem času lahko glasbila razdelimo na trobila, godala, tolkala in pihala. Na trobila v renesansi so tradicionalno igrali profesionalci, ki so bili člani cehov, in so vključevala drsno trobento, leseni kornet, trobento brez ventila in baročno pozavno. Glasbila s strunami so bila viola, rebec, harfi podobno lira, simfonij, lutnja, kitara, citre, bandoro in orfarion. Glasbila s tipkami in godali so vključevala čembalo in klavikord. Tolkala vključujejo trikotnik, drumljico, tamburin, zvonce, ropot in različne vrste bobnov. Lesena pihala so bila šalmaj z dvojnim jezičkom (zgodnji član družine oboe), piščal, dude, prečna flavta, kljunasta flavta, dulcian in crumhorn. Preproste orgle so obstajale, vendar so bile večinoma omejene na cerkve, čeprav so obstajale prenosne različice. Tisk je omogočil poenotenje opisov in specifikacij inštrumentov ter navodila za njihovo uporabo.
Vokalna glasba v renesansi je znana po razcvetu vse bolj izdelanega polifonega sloga. Glavne liturgične oblike, ki so se obdržale skozi celotno obdobje renesanse, so bile maše in moteti, z nekaterimi drugimi razvoji proti koncu, zlasti ko so skladatelji sakralne glasbe začeli sprejemati posvetne oblike (kot je madrigal) za svoje lastne zasnove. Proti koncu obdobja so vidni zgodnji dramski predhodniki opere, kot so monodija, madrigalska komedija in intermedio. Okoli leta 1597 je italijanski skladatelj Jacopo Peri napisal Dafne, prvo delo, ki ga danes imenujemo opera. Zložil je tudi Evridico, prvo opero, ki se je ohranila do danes.
Pomembni renesančni skladatelji so Josquin des Prez, Giovanni Pierluigi da Palestrina, John Dunstaple, Johannes Ockeghem, Orlande de Lassus, Guillaume Du Fay, Gilles Binchois, Thomas Tallis, William Byrd, Giovanni Gabrieli, Carlo Gesualdo, John Dowland, Jacob Obrecht, Adrian Willaert, Jacques Arcadelt in Cipriano de Rore.

### Obdobje običajne prakse
Obdobje običajne prakse je definirano kot obdobje med nastankom in razpadom običajne tonalnosti. Izraz obsega približno dve stoletji in pol ter zajema obdobja baroka, klasike in romantike.

#### Barok
Za baročno glasbo je značilna uporaba kompleksnega tonskega kontrapunkta in uporaba basso continuo, neprekinjene basovske linije. Glasba je postala kompleksnejša v primerjavi s preprostimi pesmimi vseh prejšnjih obdobij. Začetki sonatne oblike so se oblikovali v kanconi, prav tako bolj formaliziran pojem teme in variacije. Tonalitete dura in mola kot sredstva za obvladovanje disonance in kromatizma v glasbi so dobile polno obliko.
V obdobju baroka je glasba s klaviaturami, igrana na čembalu in orglah, postala vse bolj priljubljena, družina violinskih godalnih instrumentov pa je dobila obliko, ki jo običajno vidimo danes. Opera kot uprizorjena glasbena drama se je začela razlikovati od prejšnjih glasbenih in dramskih oblik, vokalne oblike, kot sta kantata in oratorij, pa so postale pogostejše. Pevci so prvič začeli glasbi dodajati dodatne note.
Teorije o enaki temperamentnosti so se začele uveljavljati v širši praksi, zlasti ker je omogočila širši spekter kromatskih možnosti pri glasbilih s tipkami, ki jih je težko uglasiti. Čeprav J. S. Bach ni uporabljal enake temperacije, ker je sodoben klavir na splošno uglašen, so spremembe v temperamentih od meantonskega sistema, običajnega v tistem času, do različnih temperamentov, zaradi katerih je bila modulacija med vsemi tipkami glasbeno sprejemljiva, omogočile njegov Dobro uglašeni klavir.
Baročna glasbila so vključevala nekatera glasbila iz prejšnjih obdobij (npr. simfonij in kljunasta flavta) in številna nova glasbila (npr. oboa, fagot, violončelo, kontrabas in fortepiano). Nekatera glasbila iz prejšnjih obdobij so bila opuščena, kot so citre, vrsta fagota in lesen kornet. Ključna baročna glasbila za bila godala kot so violina, viola, violo d'amore, violončelo, kontrabas, lutnja, teorbo (ki je pogosto igrala dele basso continuo), mandolina, baročna kitara, harfa in simfonij. Lesena pihala so bila baročna flavta, baročna oboa, kljunasta flavta in fagot. Trobila pa kornet, naravni rog, naravna trobenta, serpent in pozavna. Glasbila s tipkami so bila klavikord, tangentni klavir, čembalo, orgle in pozneje v tem obdobju fortepiano (zgodnja različica klavirja). Tolkala pa pavke, mali boben, tamburin in kastanjete.
Ena glavnih razlik med baročno glasbo in klasicistično dobo, ki je sledila je, da so bile vrste glasbil, uporabljenih v baročnih ansamblih, veliko manj standardizirane. Baročni ansambel je lahko vključeval eno od več različnih vrst glasbil s tipkami (npr. orgle ali čembalo), dodatna strunska glasbila (npr. lutnja), godala, lesena pihala in trobila ter nedoločeno število basovskih glasbil, ki izvajajo basso continuo (npr. violončelo, kontrabas, viola, fagot, serpent itd.).
Vokalni razvoj v baroku je vključeval razvoj opernih vrst, kot sta opera seria in opéra comique, ter sorodnih oblik, kot so oratoriji in kantate.
Pomembni skladatelji tega obdobja so Johann Sebastian Bach, Antonio Vivaldi, George Frideric Handel, Johann Pachelbel, Henry Purcell, Claudio Monteverdi, Barbara Strozzi, Domenico Scarlatti, Georg Philipp Telemann, Arcangelo Corelli, Alessandro Scarlatti, Jean-Philippe Rameau, Jean-Baptiste Lully in Heinrich Schütz.

#### Klasicistično obdobje
Zaradi izčiščenih oblik klasične glasbe kot jo poznamo, šteje obdobje 1750–1820 za obdobje Wolfganga Amadeusa Mozarta, Josepha Haydna in Ludwiga van Beethovna.
To obdobje doreče obliko pisanja not, skladb, kako se organizira in uprizori koncert, definira sestavo orkestra, doreče vlogo solista v koncertni obliki. Doreče obliko opere, simfonije. To je obdobje uvedbe trobente, klavirja, oboe, fagota, violine, klarineta. Najbolj vidni skladatelji so Wolfgang Amadeus Mozart, Ludwig van Beethoven, Joseph Haydn, Christoph Willibald Gluck, Johann Christian Bach, Luigi Boccherini, Carl Philipp Emanuel Bach, Muzio Clementi, Antonio Salieri, in Johann Nepomuk Hummel.

#### Romantika
Značilno za romantiko so veliki preboji v razvoju melodij, tudi na škodo oblike. To obdobje je do popolnosti razvilo opero. Romantika je tudi čas, kjer so skladatelji in izvajalci čaščeni kot mojstri, izvajalci vredni množičnega obiska in medijske pozornosti množic. Skladatelji pridobijo svoje dvorane, zakupijo opere, izvajajo premišljene reforme glede scenografije, akustike, zgradbe opernih hiš. Pozna se veliko glasbe brez prej predpisane norme, nastanejo preludiji, fantazije, nokturni, samospevi. V klasično resno glasbo se uvaja precej neposredno vložke ljudskih napevov, folklore, kar pridobiva nacionalistični pridih. Taki predstavniki so Verdi, Edvard Grieg, Nikolaj Rimski-Korsakov, Antonín Dvořák, Bedřich Smetana.
Orkester je obogaten z mnogimi izvajalci, kar prinese velike simfonične orkestre, kjer je lahko na koncertu tudi 10 violin ali pihal, tam postavljenih le za čist glasen ton. Klasicističen orkester je imel 40 članov, v poznem romantičnem obdobju pa je lahko bilo tudi 100 članov. Gustav Mahler je leta 1906 napisal Simfonijo št. 8, ki je bila odigrana s pomočjo 150 igralcev glasbil in pevskim zborom 400 pevcev in pevk. Dodali so pikolo, kontrafagot, ksilofone, zvonce in triangel, veliko orkestrsko harfo in celo saksofon. Skladatelji obdobja so Peter Iljič Čajkovski, Frédéric Chopin, Hector Berlioz, Franz Schubert, Robert Schumann, Felix Mendelssohn, Franz Liszt, Giuseppe Verdi, Richard Wagner, Johannes Brahms, Alexander Scriabin, Nikolaj Medtner, Edvard Grieg in Johann Strauss mlajši. Gustav Mahler in Richard Strauss štejeta za skoraj modernistična skladatelja in se tako pridružita skladateljem, kot so: Igor Stravinski, Claude Debussy, Sergej Vasiljevič Rahmaninov, Sergej Prokofjev, Arnold Schoenberg, Nikos Skalkottas, Heitor Villa-Lobos, Anton Webern, Alban Berg, Cécile Chaminade, Paul Hindemith, George Gershwin, Amy Beach, Béla Bartók in Dmitrij Šostakovič.
Modernistična klasična glasba je predvsem glasba inovacij in industrializacije. Glasba postane del filma, del množične kulture, del potrošniške kulture in postmodernistična glasba, ki temu sledi, pričenja ločevati med klasično glasbo in glasbo za množice. To razlikovanje, ki recimo ne velja za Gershwinovega Američana v Parizu, postane težava, saj je vedno manj žive glasbe in neposredne izvedbe. Orkester kot kolektiven akt glasbe, je morebiti zdaj najbolj prepoznan v liku dirigenta. Klasična glasba je tako vedno prisoten zgodovinski spomin in nasvet o tem, kako igrati glasbo ljudem.

## Odnos do drugih glasbenih tradicij

### Popularna glasba
Klasična glasba je pogosto vključevala elemente ali material iz popularne glasbe skladateljevega časa. Primeri vključujejo občasno glasbo, kot je Brahmsova uporaba študentskih popevk v njegovi Akademische Festouvertüre (Akademski festivalski uverturi), žanre, ki jih ponazarja Opera za tri groše Kurta Weilla in vpliv jazza na skladatelje zgodnjega in sredine 20. stoletja, vključno z Mauriceom Ravelom, ki ga ponazarja stavek z naslovom Blues v svoji sonati za violino in klavir. Nekateri postmoderni, minimalistični in postminimalistični klasični skladatelji priznavajo svoj dolg popularni glasbi.
Številni primeri kažejo vpliv v nasprotni smeri, vključno s priljubljenimi pesmimi, ki temeljijo na klasični glasbi, pri čemer se je Pachelbelov Canon uporabljal od 1970-ih let naprej in fenomenom glasbenega križanja, kjer so klasični glasbeniki dosegli uspeh v popularni glasbeni areni. V heavy metal so številni glavni kitaristi (ki igrajo električno kitaro), vključno z Ritchiejem Blackmoreom in Randyjem Rhoadsom, svoje sloge igranja oblikovali po baroku ali instrumentalni glasbi iz obdobja klasike.

### Ljudska glasba
Skladatelji klasične glasbe so pogosto uporabljali ljudsko glasbo (glasbo, ki so jo ustvarili glasbeniki, ki običajno niso klasično izobraženi, pogosto iz povsem ustnega izročila). Nekateri skladatelji, kot sta Dvořák in Smetana, so uporabili ljudske teme, da bi svojim delom dodali nacionalistični pridih, medtem ko so drugi, kot je Bartók, uporabili posebne teme, ki so bile v celoti povzete iz njihovega izvora ljudske glasbe. Aram Hačaturjan je v svoje delo na široko vključil ljudsko glasbo svoje rodne Armenije, pa tudi drugih etničnih skupin Bližnjega vzhoda in vzhodne Evrope.